# Григорьев, Юрий Григорьевич
Юрий Григорьевич Григорьев (14 августа 1925 — 6 апреля 2021) — советский и российский учёный, доктор медицинских наук, профессор, лауреат Государственной премии СССР, почётный академик Академии электротехнических наук РФ. Участник Великой Отечественной войны.
Организатор уникальных экспериментов, связанных с воздействием ядерной радиации и электромагнитных полей; основатель школы радиобиологии, один из участников проекта разработки советской атомной бомбы; один из создателей Института медико-биологических проблем и первой советской клиники по лечению онкологических больных облучением радиоактивными изотопами. Автор более 300 научных работ и 19 монографий, им создана отечественная школа в области радиобиологии ионизирующих и неионизирующих излучений, гигиены и экстремальной физиологии.

## Биография
Родился 14 августа 1925 года в Харькове в учительской семье: отец — Григорий Алексеевич читал лекции в институте, мать — Антонина Дометьевна преподавала русский язык и литературу в школе. Когда Юрию было восемь лет, семья переехала в Москву.
Успев окончить вечернюю школу, работал электромонтёром. В ноябре 1942 года пришёл записываться добровольцем на фронт Великой Отечественной войны. Юрия послали учиться в Киевское военно-медицинское училище (ныне Киевский медицинский колледж имени П. И. Гаврося), которое находилось в эвакуации в Свердловске. В 1943 году направлен на передовую военным фельдшером. Участвовал в освобождении Белоруссии и города Минска. После выхода приказа о возвращении Военно-медицинской академии в Ленинград (ныне Военно-медицинская академия имени С. М. Кирова) и наборе в неё учащихся, в том числе 40 человек с фронта, в 1944 году был зачислен в академию.
В 1949 году, по окончании академии, направлен в Институт биофизики Академии медицинских наук СССР (позже Институт биофизики Минздрава СССР) и начал работать в государственной программе по созданию атомного оружия. В 1953—1954 годах работал в 12-м НИИ Министерства обороны СССР, решая военно-прикладные задачи. В 1954 году им впервые опубликованы материалы о функциональных первичных изменениях в коре больших полушарий головного мозга человека при лучевом воздействии (исследования выполнены под руководством академика М. Н. Ливанова). 
В 1964 году Ю. Г. Григорьев, по приглашению академика А.В. Лебединского, принял участие в организации Института медико-биологических проблем АН СССР (ныне Институт медико-биологических проблем РАН) и возглавил в нём исследования по космической радиобиологии, разработку гигиенических регламентов для космонавтов, создал Государственную службу радиационной безопасности пилотируемых космических полетов. В 1977 году он вернулся в Институт биофизики Минздрава СССР (ныне Федеральный медицинский биофизический центр имени А. И. Бурназяна ФМБА России), где до 1987 года возглавлял исследования по биологическому действию неионизирующих излучений. 
Профессор Ю.Г. Григорьев является научным руководителем и консультантом более 60 кандидатских и докторских диссертаций по специальностям "радиобиология" и "гигиена". 
В апреле-мае 1986 года Юрий Григорьевич участвовал в ликвидации аварии на Чернобыльской АЭС, был членом Правительственной комиссии и находился непосредственно на аварийной площадке; в первые дни после аварии профессор Ю.Г. Григорьев принимал пострадавших в клинический больнице №6 Третьего главного управления Минздрава СССР, проявляя личное мужество, поскольку живые люди были источниками мощного ионизирующего излучения. Был одним из инициаторов создания  Российского национального комитета по защите от неионизирующих излучений и его Председателем с 1997 по 2012 год. Внес существенный вклад в работу Научного совета АН СССР по радиобиологии и Научного совета РАН по радиобиологии, являлся заместителем Председателя Совета. С 1998 года Ю.Г. Григорьев был постоянным членом Научно-консультативного комитета международного проекта Всемирной организации здравоохранения «Электромагнитное поле и здоровье» (The WHO International EMF Project), был со-руководителем международного проекта ВОЗ по подтверждению научных данных, лежащих в основе гигиенического нормирования электромагнитного поля радиочастот для населения. Профессор Ю.Г.Григорьев входил в состав редколлегии журнала «Радиационная биология. Радиоэкология», сотрудничал с Большой медицинской энциклопедией.
Юрий Григорьевич Григорьев автор первой в СССР и в мире монографии о реакциях центральной нервной системы человека на ионизирующее излучение (1958 год). 
В 2012 году Ю.Г. Григорьев и доктор биологических наук О.А. Григорьев (не родственник) написали первую в России монографию "Сотовая связь и здоровье. Электромагнитная остановка. Радиобиологические и гигиенические проблемы. Прогноз опасности" (первое издание в 2013, второе издание в 2016). В этой книге впервые с позиции российской научной школы радиобиологии и гигиены дан подробный и всесторонний анализ сотовой связи, как значимого для населения источника электромагнитного поля. Особенность монографии - сочетание современных научных данных, в том числе зарубежных, и результатов фундаментальных и прикладных исследований биологических эффектов электромагнитного поля, проведенных в России и в СССР в "домобильную эпоху". Предисловие к монографии написали академики РАН Л.А. Ильин, М.Г.Шандала, член-корреспондент РАН Ю.Б. Зубарев.
В последние годы жизни Юрий Григорьевич Григорьев работал ведущим научным сотрудником лаборатории радиобиологии и гигиены неионизирующих излучений Федерального медицинского биофизического центра имени А. И. Бурназяна, входил в состав Российской научной комиссии по радиологической защите.
Скончался 6 апреля 2021 года.

## Заслуги
- Награждён орденами Ленина, Трудового Красного Знамени и «Знак Почета»; как участник Великой Отечественной войны, имеет военные награды СССР.
- Лауреат Государственной премии СССР, удостоен Грамоты Президиума Верховного совета РСФСР.
- В 2014 году имя профессора Григорьева включили в список «Отважных учёных» мира[8].